# Kalandtúra (film, 2006)
A Kalandtúra (eredeti cím: The Contract) 2006-ban bemutatott filmthriller Bruce Beresford rendezésében. A főbb szerepekben John Cusack és Morgan Freeman látható.
A film csak videón jelent meg, DVD-n 2007. július 24-én adták ki.

## Cselekmény
Frank Carden (Morgan Freeman) egy profi bérgyilkos, miután elvégezte feladatát, és közlekedési balesetnek álcázva megöli egy milliárdos fiát, később ő maga is közlekedési balesetet szenved. Miután fegyvere van, a kórház értesíti a rendőrséget, ők pedig kiderítik, hogy a személyazonossága hamis, az ujjlenyomata alapján egy valamikori titkos kormányügynök, aki azóta bérgyilkosként dolgozik.
Amikor az FBI átszállítaná egy személyautóval, egy hegyi szerpentinen Carden emberei eltorlaszolják az utat és megtámadják a kocsit, ami lecsúszik a hegyoldalon és egy folyóba esik. Carden kiszabadul a süllyedő autóból, bár meg van bilincselve.
Korábban, egy másik helyszínen az özvegy Ray Keene (John Cusack) középiskolai tornatanár a kamasz fiával,  Chris-szel vitatkozik, aki kipróbálta a kábítószert. Azt találja ki, hogy csináljanak valamit együtt, és mivel a fiú szeret kirándulni, hamarosan elindulnak a vadonba. Egy folyónál észrevesznek két kapálózó alakot, akiket kimentenek. Egyikük rendőrtiszt, aki felhívja a figyelmet, hogy a másik egy fogoly, és odaadja Keene-nek a pisztolyát, majd meghal. Keene és fia megpróbálnak telefonálni a rendőrségnek, de nincs térerő, ezért elhatározzák, hogy az országútig kísérik a foglyot, bár ő figyelmezteti őket, hogy legjobb lenne, ha elengednék. Cardent ugyanis a fegyveres emberei is keresik (akik csak Cardenen keresztül juthatnak a pénzükhöz), akik közül az egyik profi nyomolvasó, ezért a nyomukban járnak. Egy helyen a fiú javaslatára leereszkednek egy meredek hegyoldalon, ahol a fiú korábban már járt. Carden emberei itt átmenetileg elvesztik a nyomukat.
Közben Carden emberei közül az egyik titokban telefonál egy nőnek, aki arra utasítja, hogy ölje meg Cardent félmillió dollárért, amit ő el is vállal.
Carden emberei egy rendőrségi helikoptert is megtámadnak és annak segítségével majdnem sikerül kimenteniük Cardent, azonban  Ray az egyik bérgyilkostól megszerzett fegyverrel (a bérgyilkos megtámadta őt, ő pedig a rendőrtiszttől kapott pisztollyal lelőtte) rálő a helikopterre, ami megsérül, így nem tudja felvenni Cardent. Kicsivel korábban két turistával találkoznak, akik közül a férfit a helikopterről lelövik, a nő velük tart.
Chris egy menedékházba vezeti őket, ahol van telefon, az azonban nem működik. Carden emberei megtámadják a házat, ahol a nő lelövi az egyik támadót (épp nála van a fegyver), Ray majdnem agyonveri a másikat, mert az rá akart lőni a fiára. A zűrzavarban Carden elmenekül és magával hurcolja a fiút.
A titokzatos telefonáló az FBI embere, éppen az, aki a Carden elleni hajszát vezeti.
Carden egy temetőben várakozik, ahol a milliárdos fiát temetik és próbálja célba venni a milliárdost, de nincs tiszta kilátása rá. Közben Ray rájön, hogy a milliárdos lesz a célpont, nem pedig az Egyesült Államok elnöke, ahogy az FBI gyanítja, ezért a temetőbe megy és bekeríti Cardent. Amikor odaér hozzá, valaki rájuk lő. A merénylőt Carden cserkészi be (a volt embere az, aki a helikopterről is megpróbálta őt megölni), és megöli a saját fegyverével.
Egy kávézóban a telefonáló nő kávét kér. A pultnál Carden várja és figyelmezteti, hogy ha Raynek vagy a fiúnak baja esik, ő megtalálja őt.
Ray, Chris és a vadonban megismert nő egy nagy közös pikniken vesznek részt.

## Szereplők
| Színész          | Szerep            | Magyar hang       |
| ---------------- | ----------------- | ----------------- |
| John Cusack      | Ray Keene         | Nagy Ervin        |
| Morgan Freeman   | Frank Carden      | Helyey László     |
| Jamie Anderson   | Chris Keene       | Baráth István     |
| Megan Dodds      | Sandra, a turista | Törtei Tünde      |
| Jonathan Hyde    | Turner            | Jakab Csaba       |
| Corey Johnson    | Davis             | Haás Vander Péter |
| Alice Krige      | Gwen Miles ügynök | Mics Ildikó       |
| Ian Shaw         | Michaels          |                   |
| Jonas Talkington | mentő             |                   |
| Spike Dauner     | helikopterpilóta  |                   |

## Forgatási helyszínek

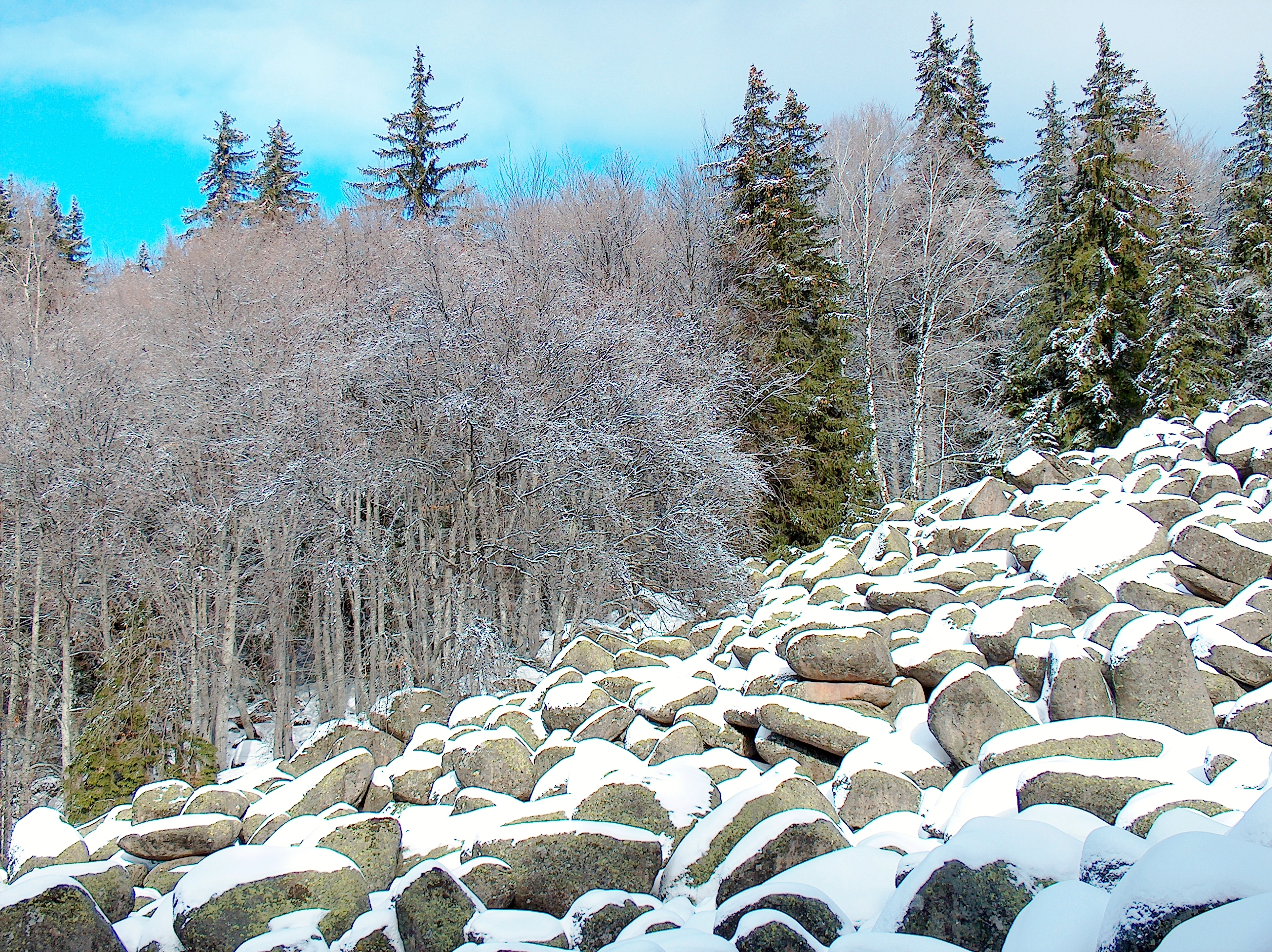
Zlatnyitye Mosztove folyó sziklái télen

A filmet szinte teljes egészében Bulgáriában vették fel. Az egyik sziklás helyszín a Zlatnyitye Mosztove folyó volt (=arany hidak), ami a Vitosa hegységben van, Szófia közelében.[forrás?]

## Kritikai fogadtatás
A filmkritikusok véleményét összegző Rotten Tomatoes 0%-ra értékelte 5 vélemény alapján. Más kritikusok 40%-ot adtak rá, voltak azonban olyanok is, akiknek tetszett és megnézésre ajánlják. A nézők többsége közepesnek, kevésbé izgalmasnak, de nézhetőnek tartja a szereplők miatt.

## Fordítás
Ez a szócikk részben vagy egészben  a   The Contract (2006 film) című angol Wikipédia-szócikk fordításán alapul.  Az eredeti cikk szerkesztőit annak laptörténete sorolja fel. Ez a jelzés csupán a megfogalmazás eredetét és a szerzői jogokat jelzi, nem szolgál a cikkben szereplő információk forrásmegjelöléseként.